# Lonate Ceppino
Lonate Ceppino är en ort och kommun i provinsen Varese i regionen Lombardiet i Italien. Kommunen hade 5 029 invånare (2018).